# エイリアンシッター ギャビー・デュラン
『エイリアンシッター ギャビー・デュラン』（原題：Gabby Duran & the Unsittables）は、2019年10月11日から2021年11月26日までディズニー・チャンネルで放送されたアメリカのSFコメディテレビシリーズ。エリス・アレンとダリル・コナーズの小説「Gabby Duran and the Unsittables」を原作とし、マイク・アルベルとゲイブ・スナイダーが制作し、カイリー・キャントラル、マクスウェル・エース・ドノヴァン、カラン・ファリス、ココ・クリスト、ヴァレリー・オルティス、ネイサン・ラヴジョイが出演している。

## 物語
主人公のギャビー・デュランは、コロラド州ヘーベンスバーグに引っ越してきた後も、仕事で成功している母ディナと聡明な妹オリヴィアの影に隠れて不満を抱えていた。そんな中、スウィフト校長から、人間に化けて地球に潜伏している地球外生命体の子供たちの子守をする仕事を依頼され、自分が輝ける場所を見つける。ギャビーは、子供たちと彼らの秘密の正体を守るために、臨機応変に大胆に挑戦していく。

## キャラクター
ギャビー・デュラン
演：カイリー・キャントラル、日本語版吹き替え：久住小春
地球外生命体の子供たちの子守をすることになった13歳の少女。
ウェスリー
演：マクスウェル・エース・ドノヴァン、日本語吹き替え：深増祐一
ギャビーの親友。陰謀論者である。
ジェレミー
演：カラン・ファリス、日本語版吹き替え：川上ひろみ
ゴーモニア星から来たゴーモナイトと呼ばれる変身能力のある宇宙人。ギャビーが最初にベビーシッターを務めることになる。ゴーモニア星の王位継承者である。
オリヴィア
演：ココ・クリスト、日本語吹き替え：寺西はる
ギャビーの妹。ジェレミーと出会うまでエイリアンを危険視していた。
ディナ
演：ヴァレリー・オルティス、日本語吹き替え：植竹香菜
ギャビーの母。世話好きでキャリア志向であり、チャンネル6でニュースレポーターとして働いている。
スウィフト校長
演：ネイサン・ラヴジョイ
ヘーベンスバーグ中学校の校長で、ゴーモニア星人であり、ジェレミーの叔父。ジェレミーとエイリアンの子供たちの子守をギャビーに任せる。